# Alexandre de Falcoz de La Blache
Alexandre Joseph de Falcoz de La Blache né le 11 avril 1739 à Anjou (Château d'Anjou (auj. dans l'Isère) et mort le 4 décembre 1799, troisième comte de La Blache, est un général français, député du Dauphiné aux états généraux de 1789 et à l'Assemblée constituante.

## Biographie
Il est le fils d'Alexandre Laurent François de Falcoz, deuxième comte de La Blache, dit le Marquis de La Blache (1713-1753), brigadier des armées du roi, chevalier de Saint-Louis et de Josèphe-Marguerite Michel de Roissy (v. 1716-après 1809). 
Par sa mère, il est l'arrière-petit-neveu et héritier de Joseph Pâris Duverney qui a joué un rôle majeur sous le règne de Louis XIV, pendant la Régence du duc d'Orléans et sous le règne de Louis XV. 
Il épouse à Nogent-sur-Marne le 7 mars 1770 Charlotte Marie Gaillard de Beaumanoir (Paris, 7 août 1754-Londres, 19 août 1828), fille de Jean-Baptiste Gaillard de Beaumanoir, baron, seigneur d'Écouin, Marigny, Décuyère, capitaine de dragons, chevalier de Saint-Louis, et de Marie-Eugénie Préaudeau de Chemilly. 
Il suit la carrière des armes, devient successivement colonel de dragons, puis maréchal des camps et armées du roi et est décoré de l'ordre de Saint-Louis.
Il eut un procès retentissant avec Beaumarchais à propos du testament de Pâris Duverney dont Beaumarchais était l'ami et l'associé. Les procédures judiciaires durent de 1770 à 1778.

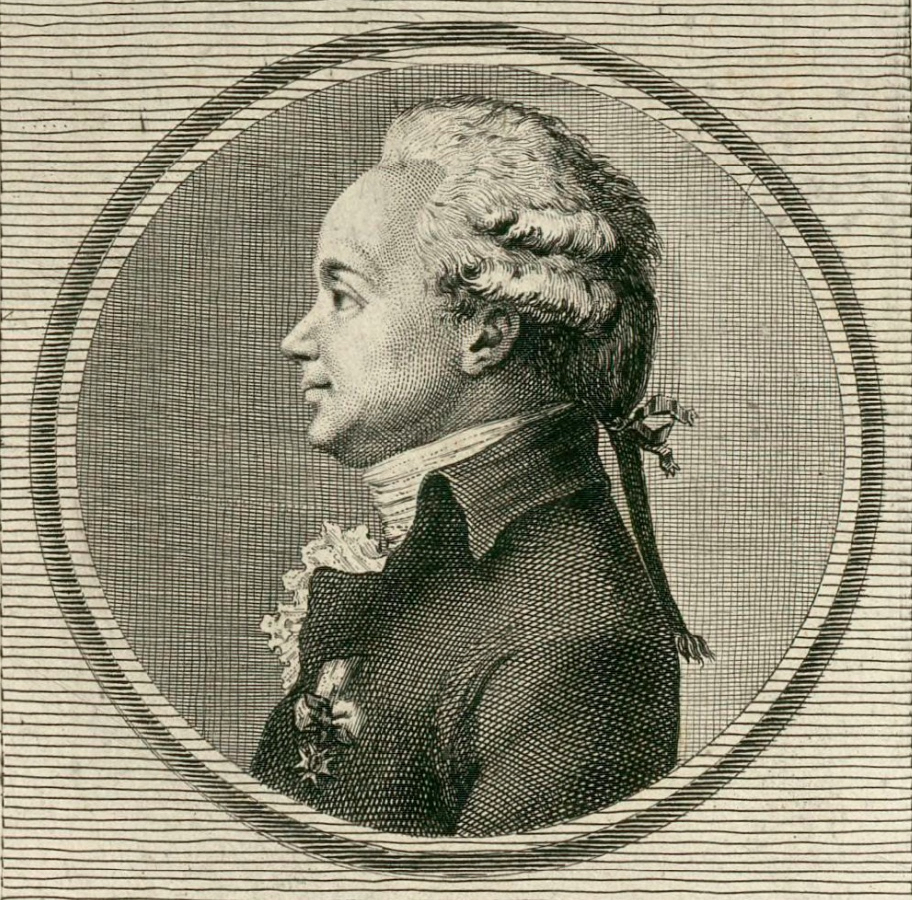
Alexandre de Falcoz de La Blache.

Sa fille Jeanne Marie Thérèse, épouse de Charles Eugène Gabriel de Virot de Sombreuil puis de Charles Louis Bernard de Cléron d'Haussonville, est à l'origine de la destruction du dernier château du domaine de Plaisance à Nogent-sur-Marne (Val-de-Marne) qui avait appartenu à Pâris Duverney. Ce domaine avait également été la propriété des Capétiens et celle de Philibert Delorme architecte du palais du Louvre et du château de Chenonceau.
La Blache est député de la noblesse aux États généraux de 1789. Il émigre entre 1791 et 1793. De retour en France, il est arrêté plusieurs fois mais échappe à la guillotine. Il est libéré en 1794 et revient à Nogent après l'exécution de Robespierre.

## Iconographie
Outre son portrait gravé issu de la série des députés à l'Assemblée constituante, une huile représente le comte de La Blache, œuvre de Madame Vigée Le Brun. Ce tableau, de forme ovale, a pour pendant celui de la comtesse de La Blache. Tous deux sont conservés dans une collection particulière européenne.